# Niklas Eg
Niklas Eg (Kibæk, 6 januari 1995) is een Deens wielrenner.

## Carrière
Als junior won Eg in 2012 de Vredeskoers en een etappe in de Rothaus Regio-Tour.
In 2017 werd Eg tweede in het eindklassement van de Grote Prijs Priessnitz spa, vierde in dat van de Ronde van de Aostavallei en tweede in dat van de Kreiz Breizh Elites. Na een derde plaats in de Ronde van de Toekomst kreeg hij een profcontract aangeboden bij Trek-Segafredo. Waar hij uiteindelijk tot en met 2021 voor zou rijden.
In 2022 maakte hij de overstap naar de Noorse wielerploeg Uno-X Pro Cycling Team. In 2023 was hij noodgedwongen te stoppen met wielrennen vanwege hartproblemen. In zijn professionele carrière behaalde Eg geen overwinningen.

## Overwinningen
2012
Eind- en jongerenklassement Vredeskoers, Junioren
1e etappe Rothaus Regio-Tour
Jongerenklassement Rothaus Regio-Tour

## Resultaten in voornaamste wedstrijden
| Jaar | Ronde van Italië | Ronde van Frankrijk | Ronde van Spanje |
| ---- | ---------------- | ------------------- | ---------------- |
| 2018 | 93e              |                     |                  |
| 2019 |                  |                     | 37e              |
| 2020 |                  | 51e                 | 59e              |
| 2021 |                  |                     |                  |

| Jaar | Luik-Bast.‑Luik | Ronde van Lombardije | Waalse Pijl |  | WK op de weg |  | Wereldranglijsten |
| ---- | --------------- | -------------------- | ----------- |  | ------------ |  | ----------------- |
| 2018 |                 | opgave               |             |  | opgave       |  | 328e (UWT)        |
| 2019 |                 | 78e                  |             |  |              |  | 504e (UWR)        |
| 2020 |                 |                      |             |  | opgave       |  |                   |
| 2021 | 113e            | opgave               | 116e        |  |              |  |                   |

## Ploegen
- 2016 –  Team Virtu Pro-Veloconcept[2]
- 2017 –  Team VéloCONCEPT
- 2018 –  Trek-Segafredo
- 2019 –  Trek-Segafredo
- 2020 –  Trek-Segafredo
- 2021 –  Trek-Segafredo
- 2022 –  Uno-X Pro Cycling Team
- 2023 –  Uno-X Pro Cycling Team
- 2024 –  WILLING ABLE Racing

Alafaci · Beppu · Bernard · Brambilla · Brändle · Conci · Daniel · Degenkolb · Didier · Eg · Felline · Frame · Gogl · Grmay · Guerreiro · Irizar · de Kort · Mollema · Mullen · Nizzolo · Pantano · Pedersen · van Poppel · Rast · Reijnen · Skujiņš · Stetina · Stuyven
Beppu · Bernard · Brambilla · Ciccone · Clarke · Conci · Degenkolb · Eg · Felline · Frame · Gogl · Irizar (actief t/m 3 augustus) · Kirsch · de Kort · Mollema · Mosca (vanaf 1 augustus) · Moschetti · Mullen · Pantano · Pedersen  · Porte · Reijnen · Skujiņš · Stetina · Stuyven · Theuns · Debeaumarché (stagiair) · López (stagiair) · Quarterman (stagiair)
Bernard · Brambilla · Ciccone · Clarke · Conci · De Kort · Eg · Elissonde · Kamp · Kirsch · Liepiņš · López · Mollema · Mosca · Moschetti · Mullen · A. Nibali · V. Nibali · Pedersen  · Porte · Quarterman · Reijnen · Ries · Simmons · Skujiņš · Stuyven · Theuns · Weening (vanaf 5 juni) · Fancellu (stagiair) · Skjelmose Jensen (stagiair) · Tiberi (stagiair)
Bernard · Brambilla · Ciccone · Conci · Eg · Egholm · Elissonde · Gebreigzabhier · Kamp · Kirsch · De Kort  · Liepiņš · López · Mollema · Mosca · Moschetti · Mullen · A. Nibali · V. Nibali · Pedersen · Quarterman · Reijnen · Ries · Simmons · Skjelmose Jensen · Skujiņš · Stuyven · Theuns · Tiberi · Baroncini (stagiair) · Hellemose (stagiair) · Hoole (stagiair)
Abrahamsen · Andersen · Blikra · Charmig · Dversnes · Eg · Gregaard · Gudmestad · Halvorsen · Hansen · Hindsgaul · Holter · Hulgaard · A. Johannessen · T. Johannessen · K. Kulset · S. Kulset · Larsen · Levy · Resell · Saugstad · A. Skaarseth · I. Skaarseth · Sleen · Tiller · Træen · Urianstad · Wærenskjold · Wærsted
Abrahamsen · Andersen · Bendixen · Blikra  · Blume Levy · Charmig · Dversnes · Eg · Fredheim · Gregaard · Gudmestad · Halvorsen · Hindsgaul · Holter · A. Johannessen · T. Johannessen · Kristoff · M. Kulset · S. Kulset · Larsen · Norman Leth · Resell · Sander Hansen · Skaarseth · Tiller · Træen · Urianstad · Wærenskjold